# プラータ・ディ・プリンチパート・ウルトラ
プラータ・ディ・プリンチパート・ウルトラ（伊: Prata di Principato Ultra）は、イタリア共和国カンパニア州アヴェッリーノ県にある、人口約3,000人の基礎自治体（コムーネ）。

## 地理

### 位置・広がり

#### 隣接コムーネ
隣接するコムーネは以下の通り。
- アルタヴィッラ・イルピーナ
- グロットレッラ
- モンテフレーダネ
- モンテミレット
- プラートラ・セッラ
- サンタ・パオリーナ
- トゥーフォ